# Nadia Styger
Nadia Styger, född 11 december 1978 i Sattel, Schweiz är en schweizisk före detta alpin skidåkare. Nadia gjorde sin världscuppremiär i Åre, Sverige den 27 februari 1999 i störtlopp. Den första segern kom i super-G den 11 mars 2004 i Sestriere.

## Meriter

### Världscupsegrar
| Datum            | Plats             | Disciplin |
| ---------------- | ----------------- | --------- |
| 11 mars 2004     | Italien Sestriere | Super-G   |
| 9 december 2005  | USA Aspen         | Super-G   |
| 3 mars 2006      | Norge Kvitfjell   | Super-G   |
| 22 februari 2008 | Kanada Whistler   | Störtlopp |